# Psychotria irwinii
Psychotria irwinii är en måreväxtart som beskrevs av Julian Alfred Steyermark. Psychotria irwinii ingår i släktet Psychotria och familjen måreväxter. Inga underarter finns listade i Catalogue of Life.